# Konrad Hofmann
Konrad Hofmann (Monastero di Banz, 14 novembre 1819 – Waging am See, 30 settembre 1890) è stato un medievista e filologo tedesco.

## Biografia
Inizialmente studiò medicina per tre anni presso l'Università di Monaco. Tuttavia, decise di studiare filologia presso le università di Erlangen, Berlino e Lipsia, conseguendo il suo dottorato nel 1848 come allievo di Heinrich Leberecht Fleischer. Dopo la laurea, fece un viaggio a Parigi, dove svolse ricerche sul Medioevo francese. Nel 1853 succedette a Johann Andreas Schmeller come professore associato a Monaco e come professore ordinario nel 1856. Oltre ai suoi insegnamenti in filologia francese e tedesca, insegnò anche sanscrito e paleografia.

## Opere
- Ueber ein Fragment des Guillaume d'Orenge, 1851 (supplemento, 1852).
- Amis et Amiles und Jourdains de Blaivies, 1852.
- Altfranzösische lyrische gedichte aus dem Berner codex 389, 1868.
- Ueber Jourdain de Blaivies, Apollonius von Tyrus, Salomon und Marcolf, 1871 .
- Joufrois; altfranzösisches rittergedicht (con Franz Muncker, 1880).
- Lutwins Adam und Eva, 1881".
- Johann Andreas Schmeller. Eine Denkrede, 1885.[2]